# Bhotenamlang
Bhotenamlang (nep. भोटे नाम्लाङ) – gaun wikas samiti w środkowej części Nepalu  w strefie Bagmati w dystrykcie Sindhupalchowk. Według nepalskiego spisu powszechnego z 2001 roku liczył on 686 gospodarstw domowych i 3411 mieszkańców (1617 kobiet i 1794 mężczyzn).